# Черково
Тази статия се отнася за село Черково, област Бургас. Черково е също старо име на село Братя Кунчеви, област Стара Загора.
Черкòво е село в Югоизточна България, община Карнобат, област Бургас.

## География
Село Черково се намира на около 35 km западно от центъра на областния град Бургас и около 19 km юг-югоизточно от общинския център Карнобат. Разположено е в Бургаската низина, от двете страни (северна и южна) на Голяма (Папазлъшка) река, десен приток на Русокастренска река. Надморската височина в центъра на селото е около 81 m и нараства на юг до около 110 m.
Общински път от Черково води на изток през село Сърнево до село Аспарухово и връзка там с третокласния републикански път III-5391, а на запад – до село Екзарх Антимово и връзка там с третокласния републикански път III-795.
Землището на село Черково граничи със землищата на: село Детелина на север; село Крушово на север; село Сърнево на изток; село Суходол на югоизток; село Орлинци на юг; село Житосвят на запад; село Екзарх Антимово на северозапад.

## История
След Руско-турската война 1877 – 1878 г., по Берлинския договор 1878 г. селото остава в Източна Румелия; присъединено е към България след Съединението през 1885 г.
През 1934 г. селото с дотогавашно име Дувалàре е преименувано на Черково.
През 1883 г. е населено от тракийски преселници.

## Население
Населението на село Черково наброява 1289 души при преброяването към 1934 г. и 1467 към 1946 г., намалява до 409 към 1985 г. и 133 (по текущата демографска статистика за населението) към 2021 г.

### Етнически състав
Преброяване на населението през 2011 г.
Численост и дял на етническите групи според преброяването на населението през 2011 г.:
|                     | Численост |
| Общо                | 186       |
| Българи             | 150       |
| Турци               | 5         |
| Цигани              | 15        |
| Други               | -         |
| Не се самоопределят | -         |
| Неотговорили        | -         |

## Обществени институции
Село Черково към 2022 г. е център на кметство Черково.
В село Черково към 2022 г. има:
- действащо читалище „Пробуда – 1905“;[9][10]
- православна църква „Свети Иоан Богослов“;[11]
- пощенска станция (временно закрита).[12]

## Културни и природни забележителности
На около 2 km южно от Черково минава в направление приблизително запад – изток Еркесията, българско защитно землено укрепление от периода 8 – 10 век.
Меден слитък от минойски тип с формата на опъната волска кожа, тракийско присъствие от 15/13 век пр.н.е., тегло 26 kg е открит в еднослойно селище от късната бронзова епоха, недалеч от Русокастренска река на около 3 km северозападно от Черково.

## Личности
- Атанас Попов (р. 1934), български политик